# Hartman (Familienname)
Hartman ist ein englischer Familienname.

## Namensträger
- Angélica Maria Vale Hartman (* 1975), mexikanische Schauspielerin und Sängerin, siehe Angélica Vale
- Arthur A. Hartman (1926–2015), US-amerikanischer Diplomat
- Ashley Hartman (* 1985), US-amerikanische Schauspielerin und Model
- Bill Hartman (1943–2022), US-amerikanischer Posaunist und Hochschullehrer
- Bob Hartman, US-amerikanischer Gitarrist, Texter und Schriftsteller
- Brian Hartman (Schachspieler) (* 1957), kanadischer Schachspieler
- Brian Hartman (Produzent) (* 1967), US-amerikanischer Filmproduzent
- Butch Hartman (Elmer Earl Hartman IV; * 1965), US-amerikanischer Animator und Regisseur
- Carl Hartman (Botaniker) (1824–1884), schwedischer Botaniker
- Carl Hartman (Basketballspieler), US-amerikanischer Basketballspieler
- Carl Johan Hartman (auch Karl Johan Hartman; 1790–1849), schwedischer Arzt und Botaniker
- Charles S. Hartman (1861–1929), US-amerikanischer Politiker
- Dan Hartman (1950–1994), US-amerikanischer Musiker und Produzent
- David Hartman (* 1935), US-amerikanischer Journalist, Moderator und Schauspieler
- Don Hartman (1900–1958), US-amerikanischer Drehbuchautor, Filmregisseur und Komponist
- Donald Adam Hartman, kanadischer Politiker, Bürgermeister von Calgary
- Elizabeth Hartman (1943–1987), US-amerikanische Schauspielerin
- Ellen Hartman (1860–1945), schwedische Schauspielerin
- Ena Hartman (1932–2025), US-amerikanische Schauspielerin
- Friedrich Hartman, deutscher Buchdrucker in Frankfurt (Oder)
- Gabrissa Hartman (* 19??), nauruische Politikerin, Abgeordnete des Parlaments
- Geoffrey Hartman (1929–2016), US-amerikanischer Literaturwissenschaftler
- Greg Kroah-Hartman, US-amerikanischer Softwareentwickler
- Hanna Hartman (* 1961), schwedische Komponistin und Klangkünstlerin
- Jack Hartman (* 1937), US-amerikanischer Radsportler
- Jacobus Johannes Hartman (1851–1924), niederländischer Altphilologe
- Jan Hartman (* 1967), polnischer Philosoph und Hochschullehrer
- Jesse Lee Hartman (1853–1930), US-amerikanischer Politiker
- Johnny Hartman (1923–1983), US-amerikanischer Jazzsänger
- Karl Hartman († 1999), nauruischer Leichtathlet
- Kathryn Hartman, australische Schauspielerin
- Katie Hartman (* 1988), US-amerikanische Skirennläuferin
- Kevin Hartman (* 1974), US-amerikanischer Fußballspieler
- Lisa Hartman (* 1956), US-amerikanische Schauspielerin und Sängerin
- Milka Hartman (1902–1997), österreichische Dichterin
- Mike Hartman (* 1967), US-amerikanischer Eishockeyspieler
- Nicolas Hartman (* 1985), französischer Radrennfahrer
- Niels Hartman (* 2001), gibraltarischer Fußballspieler
- Peter G. Hartman (* 1947), englisch-deutscher Biochemiker
- Phil Hartman (1948–1998), kanadischer Schauspieler
- Philip Hartman (1915–2015), US-amerikanischer Mathematiker
- Philip E. Hartman (1926–2003), US-amerikanischer Biologe
- Piet Hartman (1922–2021), niederländischer Kristallograph
- Piret Hartman (* 1981), estnische Politikerin
- Quilindschy Hartman (* 2001), niederländischer Fußballspieler
- Robert S. Hartman (1910–1973), deutschamerikanischer Logiker und Philosoph
- Ryan Hartman (* 1994), US-amerikanischer Eishockeyspieler
- Saidiya Hartman (* 1961), US-amerikanische Professorin für Literaturwissenschaft
- Sid Hartman, US-amerikanischer Sportjournalist
- Stanisław Hartman (1914–1992), polnischer Mathematiker
- Wiesław Hartman (1950–2021), polnischer Springreiter
- Woltemade Hartman (* 1959), südafrikanischer Psychologe und Psychotherapeut